# Liste der Baudenkmäler in Marktl

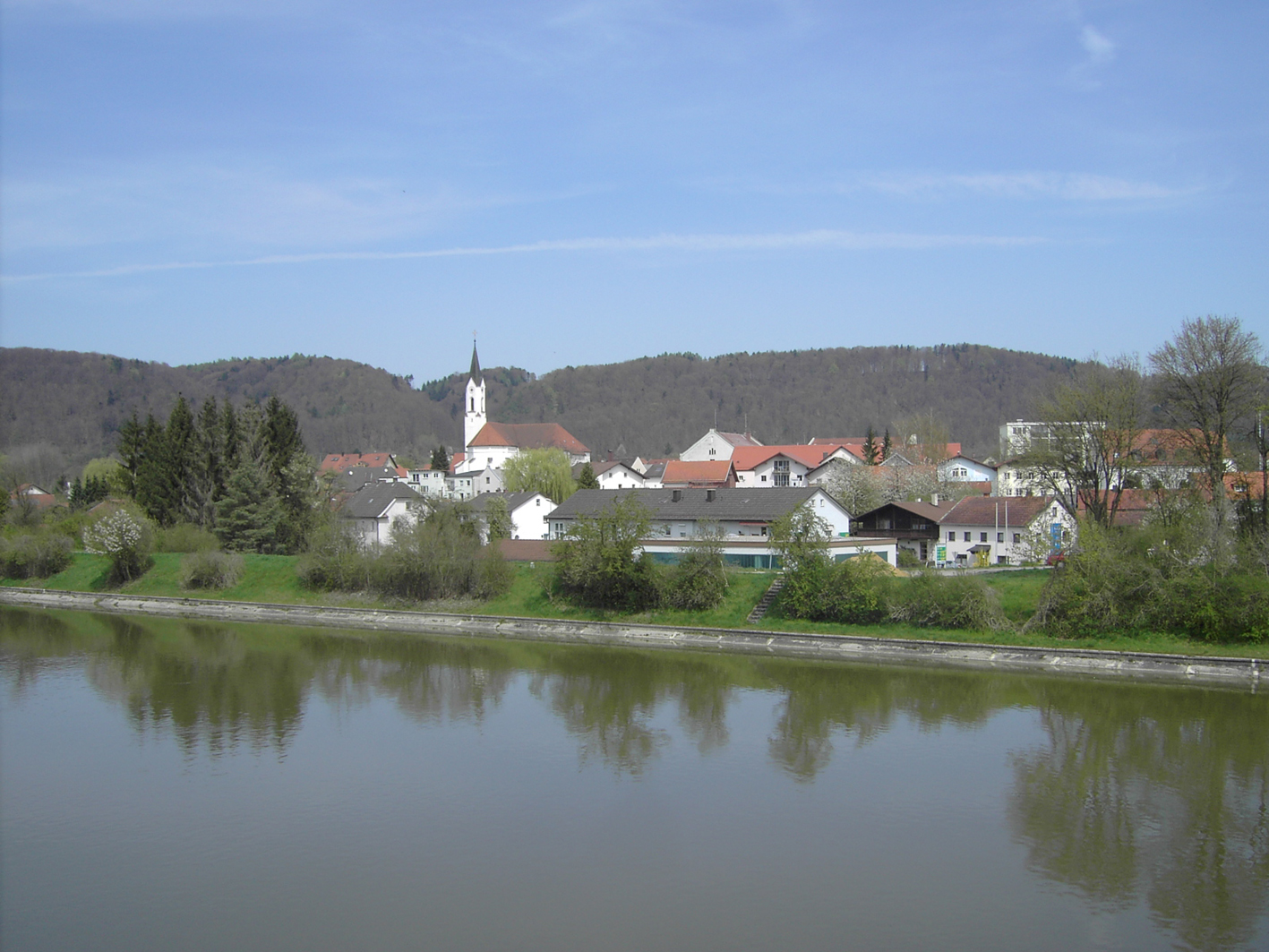
Blick auf Marktl

Auf dieser Seite sind die Baudenkmäler in dem oberbayerischen Markt Marktl zusammengestellt. Diese Tabelle ist eine Teilliste der Liste der Baudenkmäler in Bayern. Grundlage ist die Bayerische Denkmalliste, die auf Basis des Bayerischen Denkmalschutzgesetzes vom 1. Oktober 1973 erstmals erstellt wurde und seither durch das Bayerische Landesamt für Denkmalpflege geführt wird. Die folgenden Angaben ersetzen nicht die rechtsverbindliche Auskunft der Denkmalschutzbehörde.

## Baudenkmäler nach Ortsteilen

### Marktl
| Lage                         | Objekt                                                                           | Beschreibung | Akten-Nr.    | Bild                      |
| ---------------------------- | -------------------------------------------------------------------------------- | --- | ------------ | ------------------------- |
| Innhorn (Standort)           | Kapelle, zum Heiland auf der Rast, sogenannte „Lohbauern-Kapelle“, „Holzkapelle“ | hölzern, 1870; mit Ausstattung des 18. Jahrhunderts | D-1-71-123-8 | BW                        |
| Marktplatz 1 (Standort)      | Rathaus, mit Heimatmuseum                                                        | zweigeschossiger Walmdachbau mit Segmentbogenfenstern und Putzgliederungen im Stil der Maximilianszeit, drittes Viertel 19. Jahrhundert | D-1-71-123-2 | Rathaus, mit Heimatmuseum |
| Marktplatz 6 (Standort)      | Katholische Pfarrkirche St. Oswald                                               | Saalkirche, vom Vorgängerbau 1854–57 Presbyterium (jetzt Seitenkapelle) und Turm erhalten, ansonsten weitgehender Um- und Neubau von 1964; mit historischer Ausstattung; Rest der alten Friedhofsmauer mit Grabsteinen, 18. bis frühes 20. Jahrhundert | D-1-71-123-1 | weitere Bilder            |
| Marktplatz 10 (Standort)     | Wirtschaftsgebäude                                                               | altertümlicher Satteldachbau mit hölzernen Lauben und Lüftungsöffnungen, wohl 18. Jahrhundert | D-1-71-123-4 | Wirtschaftsgebäude        |
| Marktplatz 11 (Standort)     | Ehemaliges Wohnhaus                                                              | zweigeschossiger Flachsatteldachbau mit Putzbandgliederungen, biedermeierlicher Haustür und rückwärtigem Salettl mit Altane, erbaut 1702 (dendrochronologisch datiert), Umbau 1745; Geburtshaus von Papst Benedikt XVI. (vormals Joseph Kardinal Ratzinger); zugehörig Pultdachanbau nach Westen, errichtet nach 1769; hölzerner Remisenanbau, Ende 19. Jahrhundert | D-1-71-123-5 | Ehemaliges Wohnhaus       |
| Unterbräugasse (Standort)    | Brunnen                                                                          | gusseiserner Trog, Neurenaissance, um 1900 | D-1-71-123-6 | Brunnen                   |
| Unterbräugasse 17 (Standort) | Wegkapelle                                                                       | bezeichnet mit dem Jahr 1901; mit Ausstattung | D-1-71-123-7 | Wegkapelle                |

### Schützing
| Lage                    | Objekt                       | Beschreibung                 | Akten-Nr.     | Bild |
| ----------------------- | ---------------------------- | ---------------------------- | ------------- | ---- |
| Schützing 2 (Standort)  | Freistehender Getreidekasten | wohl Anfang 19. Jahrhundert  | D-1-71-123-32 | BW   |
| Schützing 2 (Standort)  | Ehemals Kalkofen             | bezeichnet mit dem Jahr 1884 | D-1-71-123-33 | BW   |
| Schützing 23 (Standort) | Kapelle                      | wohl 19. Jahrhundert         | D-1-71-123-34 | BW   |

### Weitere Ortsteile
| Lage                                    | Objekt                                  | Beschreibung | Akten-Nr.     | Bild           |
| --------------------------------------- | --------------------------------------- | --- | ------------- | -------------- |
| Adelsberg Adelsberg 15 (Standort)       | Ehemaliges Bauernhaus                   | mit Flachsatteldach und zum Teil verputztem Blockbauobergeschoss am Wohnteil, zweite Hälfte 18. Jahrhundert; zugehörig Getreidekasten, Blockbau, 18. Jahrhundert | D-1-71-123-9  | BW             |
| Augenthal Augenthal 16 (Standort)       | Bauernhaus des Dreiseithofes            | Rottaler Bauernhaustyp, verschalter Obergeschoss-Blockbau mit Giebelschroten, erste Hälfte 19. Jahrhundert; westlich „Hütte“ mit Bundwerk und Schrot, erste Hälfte 19. Jahrhundert                                                                                                | D-1-71-123-10 | BW             |
| Bergham Bergham 9 (Standort)            | Katholische Kirche St. Nikolaus         | Langhaus und Turm 15. Jahrhundert, Chor Anfang 16. Jahrhundert, südliches Seitenschiff bezeichnet mit dem Jahr 1513; mit Ausstattung; Friedhofsummauerung, Tuffstein, wohl Anfang 16. Jahrhundert                                                                                 | D-1-71-123-12 | weitere Bilder |
| Bergham Burghauser Straße 10 (Standort) | Gasthof Altenbuchner                    | Hauptbau mit Flachsatteldach; Querstadel, massiv, mit Flachsatteldach und Torbogen; erdgeschossiges Nebenhaus, mit Steilsatteldach; Nebenhaus mit Zeltdach; alle Bauteile wohl erste Hälfte 19. Jahrhundert; Salettl, eingeschossiger Walmdachbau, wohl 1. Hälfte 20. Jahrhundert | D-1-71-123-13 | BW             |
| Buchmaier Buchmaier 46 (Standort)       | Bauernhaus                              | Wohnstallhaus des Dreiseithofes, mit Blockbau-Obergeschoss und Schrot, erste Hälfte 19. Jahrhundert | D-1-71-123-14 | BW             |
| Buchmaier Buchmaier 47 (Standort)       | Hütte des Vierseithofes                 | mit Blockbau-Getreidekasten im Obergeschoss, erste Hälfte 19. Jahrhundert | D-1-71-123-15 | BW             |
| Buchöd Buchöd 3 (Standort)              | Bauernhaus                              | Einfirsthof, Obergeschoss-Blockbau, wohl erste Hälfte 19. Jahrhundert, am Haus Inschrifttafel von 1874 | D-1-71-123-16 | BW             |
| Edhof Edhof 59 (Standort)               | Wegkapelle                              | Backstein, Mitte 19. Jahrhundert; mit Ausstattung | D-1-71-123-17 | BW             |
| Freiberg Freiberg 51 1/2 (Standort)     | Ehemaliger Vierseithof                  | Bauernhaus, mit Flachsatteldach und traufseitigem Schrot, Backstein, Kniestock in Blockbauweise; östlich Hütte, Backstein, Obergeschoss verschalt; westlich Bundwerkstadel; nördlich Backhaus; alle Bauteile wohl 18./19. Jahrhundert                                             | D-1-71-123-19 | BW             |
| Gassen Gassen 2 (Standort)              | Bauernhaus                              | Obergeschoss-Blockbau mit traufseitigem Schrot, Flachsatteldach, Anfang 19. Jahrhundert; westlich Hütte, mit Pultdach, wohl 19. Jahrhundert | D-1-71-123-20 | BW             |
| Leonberg Leonberg 57 1/3 (Standort)     | Katholische Kirche St. Sebastian        | Saalkirche, 1586 erbaut, Seitenkapellen, Sakristei und Turm nach Mitte 17. Jahrhundert; Kirchhofsmauer, mit Stichbogenblenden, zweite Hälfte 17. Jahrhundert; mit Ausstattung | D-1-71-123-23 | BW             |
| Neuhäusl Thannöd 5 (Standort)           | Bildstock                               | zweite Hälfte 19. Jahrhundert | D-1-71-123-25 | BW             |
| Niederwinkl Niederwinkl 31 (Standort)   | Hütte des Vierseithofes                 | mit Bundwerk, bezeichnet mit dem Jahr 1792; zweigeschossiger Blockbau-Getreidekasten, Mitte 19. Jahrhundert | D-1-71-123-26 | BW             |
| Oberpiesing Oberpiesing 5 (Standort)    | Bauernhaus                              | Rottaler Wohnstallhaus mit zwei reich geschnitzten Giebelschroten, Obergeschoss verbretterter Blockbau, bezeichnet mit dem Jahr 1787 | D-1-71-123-27 | BW             |
| Oberpiesing Wasserfeld (Standort)       | Kapelle                                 | (neu errichtet); mit alter Ausstattung | D-1-71-123-28 | BW             |
| Queng Queng 5 (Standort)                | Kapelle                                 | zweite Hälfte 19. Jahrhundert | D-1-71-123-30 | BW             |
| Schatzhof Schatzhof 29 (Standort)       | Stadel des ehemaligen Vierseithofes     | mit Rautengitter-Bundwerk und ausgesägten Buchstaben und Zahlen, bezeichnet mit dem Jahr 1836 (1876 ?) | D-1-71-123-31 | BW             |
| Trittling Trittling 24 (Standort)       | Bauernhaus des ehemaligen Vierseithofes | Rottaler Bauernhaustyp, verputzter Massivbau mit Giebelschrot, bezeichnet mit dem Jahr 1803 | D-1-71-123-36 | BW             |
| Wiesing Wiesing 50 (Standort)           | Kapelle                                 | bezeichnet mit dem Jahr 1906 | D-1-71-123-37 | BW             |

## Ehemalige Baudenkmäler
In diesem Abschnitt sind Objekte aufgeführt, die früher einmal in der Denkmalliste eingetragen waren, jetzt aber nicht mehr. Objekte, die in anderem Zusammenhang also z. B. als Teil eines Baudenkmals weiter eingetragen sind, sollen hier nicht aufgeführt werden. Aktennummern in diesem Abschnitt sind ehemalige, jetzt nicht mehr gültige Aktennummern.

| Lage                           | Objekt           | Beschreibung | Akten-Nr.    | Bild |
| ------------------------------ | ---------------- | --- | ------------ | ---- |
| Marktl Marktplatz 3 (Standort) | Gasthof Strasser | stattlicher, zweieinhalbgeschossiger, gegliederter Putzbau, mit Steherker, im Stil der Maximilianszeit, drittes Viertel 19. Jahrhundert | D-1-71-123-3 | BW   |